# 謝廣和翁戎螺
謝廣和翁戎螺（學名：Perotrochus hsiehkwanghoi），是一種已滅絕的翁戎螺物種，化石發現自新北市新店區大崎腳新店溪溪谷的烏來群黑色頁岩

## 描述
1974年在國史館任職的謝廣和先生在台北縣新店鎮大崎腳新店溪溪谷(現新北市新店區)發現了翁戎螺的化石，經地質學家林朝棨鑑定後得知，此乃西太平洋區唯一的漸新世翁戎螺化石，以發現者命名為謝廣和翁戎螺（學名：Perotrochus hsiehkwanghoi）